# Паникарский, Константин Иванович
Константин Иванович Паникарский (12 ноября 1935, село Емчиха, теперь Мироновского района Киевской области — 20 ноября 2002, город Киев) — украинский советский партийный деятель. Депутат Верховного Совета УССР 10-11-го созывов. Член ЦК КПУ в 1981—1990 годах.

## Биография
В 1943—1950 годах — ученик Емчихиинской семилетней школы Киевской области.
С 1952 года — электрик Киевского завода «Большевик». Затем служил в Советской армии.
В 1958—1973 годах — рабочий, заместитель секретаря комитета ЛКСМУ, заместитель начальника, начальник отдела, заместитель секретаря партийного комитета Киевского завода «Арсенал» имени Ленина.
Образование высшее. Окончил Киевский автодорожный институт.
Член КПСС с 1962 года.
В 1973—1974 годах — председатель исполнительного комитета Печерского районного совета депутатов трудящихся города Киева.
В 1974—1980 годах — 1-й секретарь Печерского районного комитета КПУ города Киева. Окончил Заочную Высшую партийную школу при ЦК КПСС.
В 1980—1988 годах — 1-й секретарь Ленинского районного комитета КПУ города Киева.
Затем работал на Киевском заводе «Арсенал».

## Награды
- орден Ленина
- прочие ордена
- медали